# El País de las Mujeres
El País de las Mujeres es una novela escrita por Gioconda Belli publicado por primera vez en 2010.

## Argumento
La obra se desarrolla en Faguas (un país imaginario con una realidad aparentemente cercana a la de su país natal, Nicaragua), donde un grupo de mujeres después de mucho esfuerzo forman un partido llamado PIE (Partido de la Izquierda Erótica) y con mucho atino ganan las elecciones.
La obra desarrolla el sueño de un grupo de mujeres por dirigir un país donde históricamente los hombres han gobernado. Es una forma jocosa y utópica donde un grupo de mujeres dan rienda suelta a los sueños frustrados.
Pero gobernar, no resulta fácil para la presidenta Viviana Sansón y sus ministras, sometidas a constantes ataques por parte de sus enemigos. ¿Podrán sobrellevarlo y sobrevivir? ¿Podrán convertir Fraguas en un país mejor?

## Personajes
Viviana Sansón una activista que sueña con gobernar Faguas con los principios de los cuidados de su propia casa, con los conceptos básicos de los "cuidados" que las mujeres emplean diariamente. Carmen V. Valiñas personaje que hace de investigadora, Cristina S. Roquero y Erika Villoldo Pérez, Juana de Arco, Emir, Celeste, Sebastián, José de Aritmética, forman un equipo donde ellos apoyan el bien común el gobierno feminista de Faguas.

## Temas
La obra se desarrolla en el país imaginario de Faguas. La protagonista es la periodista Viviana Sansón, que gana las elecciones con su Partido de la Izquierda Erótica (PIE) con el apoyo incondicional de sus amigas comprometidas con el proyecto.

## Estilo
Gioconda Belli, utiliza un lenguaje cercano, donde predomina la sororidad entre las mujeres que gobiernan el País de Faguas.

## Publicación
Una de las presentaciones del libro El País de las Mujeres se realizó en la Semana Negra de Gijón, con Laura Castañón  Colaboradora del Aula cultural de comercio (2023).

## Premios y reconocimientos
- Premio Biblioteca Breve de Novela 2008 de la editorial española Seix Barral.[8]
- Premio sor Juana Inés de la Cruz de la Feria Internacional del Libro de Guadalajara.[8]
- 2010 Premio Hispanoamericano de Novela La Otra Orilla 2010.[8]